# Дворец Флавиев
Дворец Флавиев (Domus Flavia) — античный дворцовый комплекс римских императоров на холме Палатин в Риме.
Этот дворец был построен императором из династии Флавиев Домицианом после разрушительного пожара 80 года, при котором сгорели прежние императорские дворцы Domus Transitoria Нерона и Domus Tiberiana. Строительство было завершено в 92 году.
Так как западная часть Палатина была застроена домами, а на восточной вершине были крутые склоны, местность между вершинами была засыпана землёй. Благодаря этому сохранились руины некоторых более древних сооружений, например, остатки дворца Нерона, Зал Исиды.
В комплекс дворца Домициана входил дворец Августов и Domus Flavia, где проводились официальные приёмы и церемонии, и стадион Домициана.
Во дворце располагалось несколько крупных залов — трёхнефная базилика, где проходили судебные заседания, Аула Регия — тронный мраморный зал (30×39 метров), в нишах которого стояли статуи, в апсиде находился трон императора. В маленьком помещении рядом с тронным залом был ларарий, святилище для семейных богов.